# بانیارد (آرکانزاس)
بانیارد (به انگلیسی: Banyard) یک منطقهٔ مسکونی در ایالات متحده آمریکا است که در شهرستان واشینگتن، آرکانزاس واقع شده‌است. بانیارد ۶۰۴ متر بالاتر از سطح دریا واقع شده‌است.